# NGC 73
NGC 73 je spirální galaxie nacházející se v souhvězdí Velryby. Objevil ji Lewis Swift v roce 1886 refraktorem o průměru 16 palců (40,5 cm).